# Adrenalina
Adrenalina, epinefryna – organiczny związek chemiczny, hormon zwierzęcy i neuroprzekaźnik katecholaminowy wytwarzany przez gruczoły dokrewne pochodzące z grzebienia nerwowego (rdzeń nadnerczy, ciałka przyzwojowe, komórki C tarczycy) i wydzielany na zakończeniach włókien współczulnego układu nerwowego.
Pierwsza nazwa pochodzi z łaciny od ad- + renes, a druga z greki od epi- + nephros. Obie oznaczają to samo – „nad nerkami”. Termin adrenalina jest stosowany wymiennie z nazwą epinefryna, gdyż oba terminy odnoszą się do dokładnie tej samej substancji. Adrenalina określana jest też jako hormon 3xF (z ang. fright, fight and flight), czyli hormon strachu, walki i ucieczki.

## Historia
W 1895 roku polski fizjolog Napoleon Cybulski otrzymał ekstrakt z kory nadnerczy, nazywany nadnerczyną, który zawierał aminy katecholowe, w tym adrenalinę. Adrenalina była pierwszym hormonem otrzymanym w stanie krystalicznym. Wyizolowana została w 1901 roku przez japońskiego chemika Jōkichi Takamine, który jako pierwszy nazwał ten związek adrenaliną. Jego współpracownik, fizjolog i biochemik Thomas Bell Aldrich, ustalił jej wzór strukturalny. Proces sztucznego wytwarzania opracował w 1904 roku Friedrich Stolz.

## Działanie
Adrenalina odgrywa decydującą rolę w mechanizmie stresu, czyli błyskawicznej reakcji organizmu człowieka i zwierząt kręgowych na zagrożenie, objawiających się przyspieszonym biciem serca, wzrostem ciśnienia krwi, rozszerzeniem oskrzeli oraz krtani, rozszerzeniem źrenic itd. Oprócz tego adrenalina reguluje poziom glukozy (cukru) we krwi, poprzez nasilenie rozkładu glikogenu do glukozy w wątrobie (glikogenoliza).
Adrenalina występuje również w roślinach. Jej znaczenie farmakologiczne jest ograniczone z powodu niewielkiej trwałości hormonu.
Adrenalina należy do szeregu fenyloetyloamin. Pod względem chemicznym jest pochodną katecholu, która w organizmach żywych jest otrzymywana w wyniku przemian dwóch aminokwasów: fenyloalaniny i tyrozyny.
Działanie adrenaliny polega na bezpośrednim pobudzeniu zarówno receptorów α- jak i β-adrenergicznych (powinowactwo adrenaliny do obu receptorów jest podobne), przez co wykazuje działanie sympatykomimetyczne. Wyraźny wpływ na receptory α widoczny jest wobec naczyń krwionośnych, ponieważ w wyniku ich skurczu następuje wzrost ciśnienia tętniczego. Adrenalina przyspiesza czynność serca jednocześnie zwiększając jego pojemność minutową, w nieznaczny sposób wpływając na rozszerzenie naczyń wieńcowych; rozszerza źrenice, a także krtań i oskrzela ułatwiając oraz przyspieszając oddychanie. Mobilizuje także spalanie tkanki tłuszczowej przez aktywację lipaz. Ponadto hamuje perystaltykę jelit, wydzielanie soków trawiennych i śliny oraz obniża napięcie mięśni gładkich.
Adrenalina jako hormon działa antagonistycznie w stosunku do insuliny: przyspiesza glikogenolizę, zwiększając stężenie glukozy w krwi. Wyrzut adrenaliny do krwi jest jednym z mechanizmów uruchamianych przy hipoglikemii. Zwiększa ciśnienie rozkurczowe w aorcie oraz zwiększa przepływ mózgowy i wieńcowy. Poprawia przewodnictwo i automatykę w układzie bodźcotwórczo-przewodzącym. Zwiększa amplitudę migotania komór, przez co wspomaga defibrylację.
Podobne działanie do adrenaliny wykazuje pokrewna jej noradrenalina. Noradrenalina stosowana w ciężkich stanach niewydolności krążenia również podnosi ciśnienie krwi oraz poziom glukozy, jednak nie wpływa w ogóle na przemianę materii.

### Zastosowanie lecznicze
Adrenalina stosowana jest w przypadkach zatrzymania krążenia krwi niezależnie od mechanizmu. Ma działanie pobudzające kurczliwość mięśnia sercowego, poprawiające przewodnictwo bodźców w sercu, a także poprawę skuteczności defibrylacji elektrycznej. Adrenalina podawana w przypadku anafilaksji szybko likwiduje objawy ostrej reakcji alergicznej. Wywołuje szybki skurcz naczyń krwionośnych, dzięki czemu podnosi się ciśnienie krwi. Rozluźniają się także mięśnie gładkie oskrzeli, krtani i gardła, co ułatwia oddychanie. Epinefryna zmniejsza ponadto opuchliznę wokół ust i na twarzy.
Adrenalina jest lekiem pierwszego rzutu preferowanym w leczeniu anafilaksji i lekiem drugiego rzutu w leczeniu wstrząsu kardiogennego. Stosuje się ją także w przypadkach napadów astmy oskrzelowej i ostrych odczynach alergicznych, kiedy nie pomaga podawanie innych leków i choroba staje się zagrożeniem dla życia. Adrenalina ma też zastosowanie w laryngologii (w celu szybkiego obkurczenia obrzękniętej błony śluzowej dróg oddechowych u dzieci z zapaleniem krtani (tzw. krup krtaniowy) o średnio ciężkim lub ciężkim przebiegu oraz we wszystkich grupach wiekowych w przypadku reakcji anafilaktycznej przebiegającej z niebezpiecznym dla życia obrzękiem dróg oddechowych) i w stomatologii. Bywa używana np. do zmniejszenia krwawienia, silnie zwęża naczynia krwionośne.
Adrenalina podawana jest w czworaki sposób:
- domięśniowo: wchłania się szybko, a następnie jest szybko rozkładana – tak podawana jest m.in. przy anafilaksji
- podskórnie: działa wolniej niż po podaniu domięśniowym
- dożylnie: działa szybko, lecz krótko (ten sposób stosuje się przy reanimacji)
- wziewnie (w nebulizacji): działa miejscowo (szybciej i silniej od glikokortykosteroidów)[6], skutecznie rozkurczając górne drogi oddechowe (obecnie w Polsce pozarejestracyjny sposób podania).

Adrenalina podawana doustnie zostaje rozłożona przez soki trawienne, przez co traci skuteczność. Nie jest zalecane podawanie adrenaliny przez rurkę dotchawiczą, ze względu na brak potwierdzonych danych co do skuteczności leków podawanych tą drogą.

## Dawkowanie

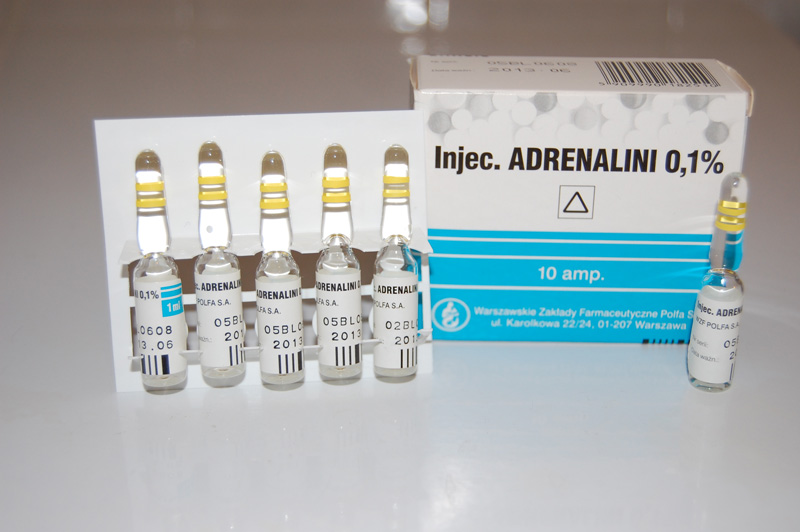
Adrenalina 0,1% w ampułkach produkcji WZF

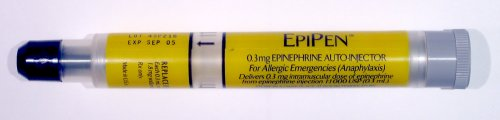
Adrenalina w automatycznym wstrzykiwaczu

Dawkowanie przy NZK 1 mg i.v. co 3–5 minut. Nie stosuje się już dużych dawek, bo po przywróceniu akcji serca powoduje tachykardię i zwiększone zużycie tlenu przez mięsień sercowy. Rozszerza również źrenice, co nie pozwala na ocenę ośrodkowego układu nerwowego. U dzieci zalecana dawka dożylna lub doszpikowa wynosi 10 μg/kg masy ciała.
W anafilaksji stosuje się uproszczone dawkowanie domięśniowe w formie autowstrzykiwaczy lub ampułkostrzykawek. W dostępnych w Polsce preparatach stosuje się dwie dawki. Dla dzieci, których masa ciała mieści się w przedziale od 15–30 kilogramów, dawka wynosi 0,15 mg. Dawka dla dzieci i dorosłych powyżej 30 kilogramów wynosi 0,3 mg.
W celu zniesienia silnego obrzęku górnych dróg oddechowych (głównie w trakcie objawów tzw. krupu krtaniowego u dzieci), jednorazowa dawka adrenaliny w nebulizacji wynosi maksymalnie 5 ml roztworu 0,1%, jednak zazwyczaj wystarcza zastosowanie 1-2 ml roztworu 0,1%. U bardzo małych dzieci o mc. <6 kg, nie należy przekraczać dawki 0,5 mg/kg mc. W razie konieczności, dawkę można powtórzyć po dwóch godzinach (w stanach bezpośredniego zagrożenia życia nawet po 30 minutach).

## Sposób podawania adrenaliny
Adrenalinę podaje się podskórnie, domięśniowo, dożylnie oraz wziewnie – w nebulizacji (w Polsce obecnie zastosowanie pozarejestracyjne). Najczęstszym sposobem podawania adrenaliny zwłaszcza przy anafilaksji jest jej domięśniowe wstrzyknięcie, przy czym nie należy wstrzykiwać leku w mięśnie pośladka. Najbardziej zalecanym miejscem podania są mięśnie w przednio-bocznej części uda.
Automatyczny wstrzykiwacz z adrenaliną należy wbić w kierunku zewnętrznej części uda z odległości około 10 cm i nacisnąć tłok do oporu, pamiętając o tym, żeby nie zdejmować blokady, która znajduje się na tłoku ampułko-strzykawki. Kąt pomiędzy automatycznym wstrzykiwaczem a udem powinien wynosić 90 stopni. Po 10 sekundach od wstrzyknięcia cała dawka adrenaliny dostaje się do organizmu. Należy pamiętać o masowaniu miejsca wstrzyknięcia leku przez około 10 sekund, co pozwala na szybsze rozprowadzenie adrenaliny po organizmie.
Sposób podawania adrenaliny można ćwiczyć na wstrzykiwaczu demonstracyjnym. Należy pamiętać o właściwym sposobie przechowywania automatycznego wstrzykiwacza z adrenaliną. Istotne jest sprawdzanie daty ważności środka i jego bieżąca wymiana po upływie terminu ważności. Każdy automatyczny wstrzykiwacz z adrenaliną podlega jednorazowemu użyciu. Dlatego po zaaplikowaniu środka, zużyty automatyczny wstrzykiwacz należy przekazać służbom medycznym, a w jego miejsce nabyć nowy. Jest to szczególnie ważne w przypadku chorych zagrożonych wstrząsem anafilaktycznym, dla których adrenalina jest lekiem pierwszego rzutu. Powinni oni zawsze być zaopatrzeni w dwa automatyczne wstrzykiwacze z adrenaliną.
W przypadku zastosowania adrenaliny wziewnie (w nebulizacji), zazwyczaj podaje się roztwór 0,1% bez rozcieńczania, ale możliwe jest także rozcieńczenie adrenaliny w 2,5 ml 0,9% roztworu NaCl.

## Działanie adrenaliny
Działanie adrenaliny zależy od dawki:
- niewielkie dawki – działają przede wszystkim receptory α1 oraz β2 co powoduje[11]:
  - zniesienie obrzęku krtani i rozkurcz oskrzeli
  - skurcz naczyń tętniczych i żylnych skóry oraz błon śluzowych
  - rozszerzenie tętniczek w mięśniach szkieletowych i narządach miąższowych
  - niewielkie zmniejszenie oporu obwodowego
  - zwiększenie powrotu żylnego i pojemności minutowej serca
  - wzrost skurczowego i obniżenie rozkurczowego ciśnienia tętniczego
- dawki większe – pobudzają receptory β1 w mięśniu sercowym, co powoduje:
  - zwiększenie siły skurczu mięśnia sercowego
  - wzrost pojemności minutowej serca
  - zwiększenie częstotliwości rytmu serca (wskutek skrócenia fazy 4 depolaryzacji), co stanowi zagrożenie wystąpienia zaburzeń rytmu serca
- dalsze zwiększanie dawki powoduje:
  - uogólniony skurcz wszystkich naczyń krwionośnych
  - wzrost skurczowego i rozkurczowego ciśnienia tętniczego
  - zmniejszenie pojemności minutowej serca

Działanie adrenaliny na poszczególne narządy:
- nerki: zmniejsza przepływ nerkowy (nie ma wyraźnego wpływu na przepływ mózgowy)
- czynność skurczowa macicy: w I fazie cyklu miesiączkowego i w I połowie ciąży wywołuje skurcze, zaś w II fazie cyklu lub w II połowie ciąży i w czasie porodu działa rozkurczająco
- metabolizm: przyspiesza glikogenolizę i uwalnianie kwasów tłuszczowych z tkanki tłuszczowej, zmniejsza także wydzielanie insuliny, na skutek czego dochodzi do zwiększenia stężenia glukozy, trójglicerydów, fosfolipidów, LDL i mleczanów we krwi
- równowaga elektrolitowa: aktywacja pompy sodowo-potasowej w mięśniach szkieletowych, co sprzyja wnikaniu jonów potasowych do komórki i prowadzi do hipokaliemii
- wątroba: wpływając na wątrobę powoduje uwalnianie potasu oraz zwiększenie jego stężenia we krwi
- narząd wzroku: rozszerzenie źrenic, wytrzeszcz gałek ocznych
- mięśnie: zmniejszenie napięcia mięśni gładkich przewodu pokarmowego, rozluźnienie mięśnia wypieracza pęcherza moczowego i jednocześnie skurcz mięśni trójkąta pęcherza i zwieraczy
- układ krążenia: przez pobudzanie kurczliwości mięśnia sercowego i poprawę przewodnictwa bodźców w sercu może przywrócić samoistne krążenie u osób z zatrzymaniem czynności serca, poddanych resuscytacji krążeniowo-oddechowej
- układ oddechowy: znosi obrzęk gardła i krtani wskutek obkurczenia naczyń krwionośnych w tych narządach oraz powoduje rozkurcz mięśni gładkich w oskrzelach, znacząco poprawiając wentylację płuc.

## Wskazania
- reanimacja
- nasilona reakcja alergiczna o groźnym przebiegu
- wstrząs anafilaktyczny – lek pierwszego rzutu
- napad astmy oskrzelowej
- ostre zwężenie górnych dróg oddechowych w przebiegu zapalenia krtani, głównie w tzw. krupie krtaniowym (obecnie w Polsce zastosowanie pozarejestracyjne)
- ciężka bradykardia (zwolnienie czynności serca)
- wstrząs kardiogenny – jako wazopresor (lek obkurczający naczynia krwionośne)
- jako dodatek do środków znieczulających miejscowo w celu opóźnienia wchłaniania leku w miejscu podania

## Przeciwwskazania
- guz chromochłonny
- przełom nadciśnieniowy
- wstrząs hipowolemiczny
- jaskra z zamykającym się kątem przesączania
- choroba Parkinsona
- łagodny rozrost gruczołu krokowego
- poród
- udar mózgu
- cukrzyca
- schorzenia nerek
- choroby serca (w tym choroba niedokrwienna serca)
- nadciśnienie
- przy przyjmowaniu leków przeciwdepresyjnych, teofiliny, atropiny, leków z grupy nieselektywnych β-adrenolityków, glikozydy naparstnicy, chinidyny, insuliny, a także hormonu tarczycy